# Powiat człuchowski

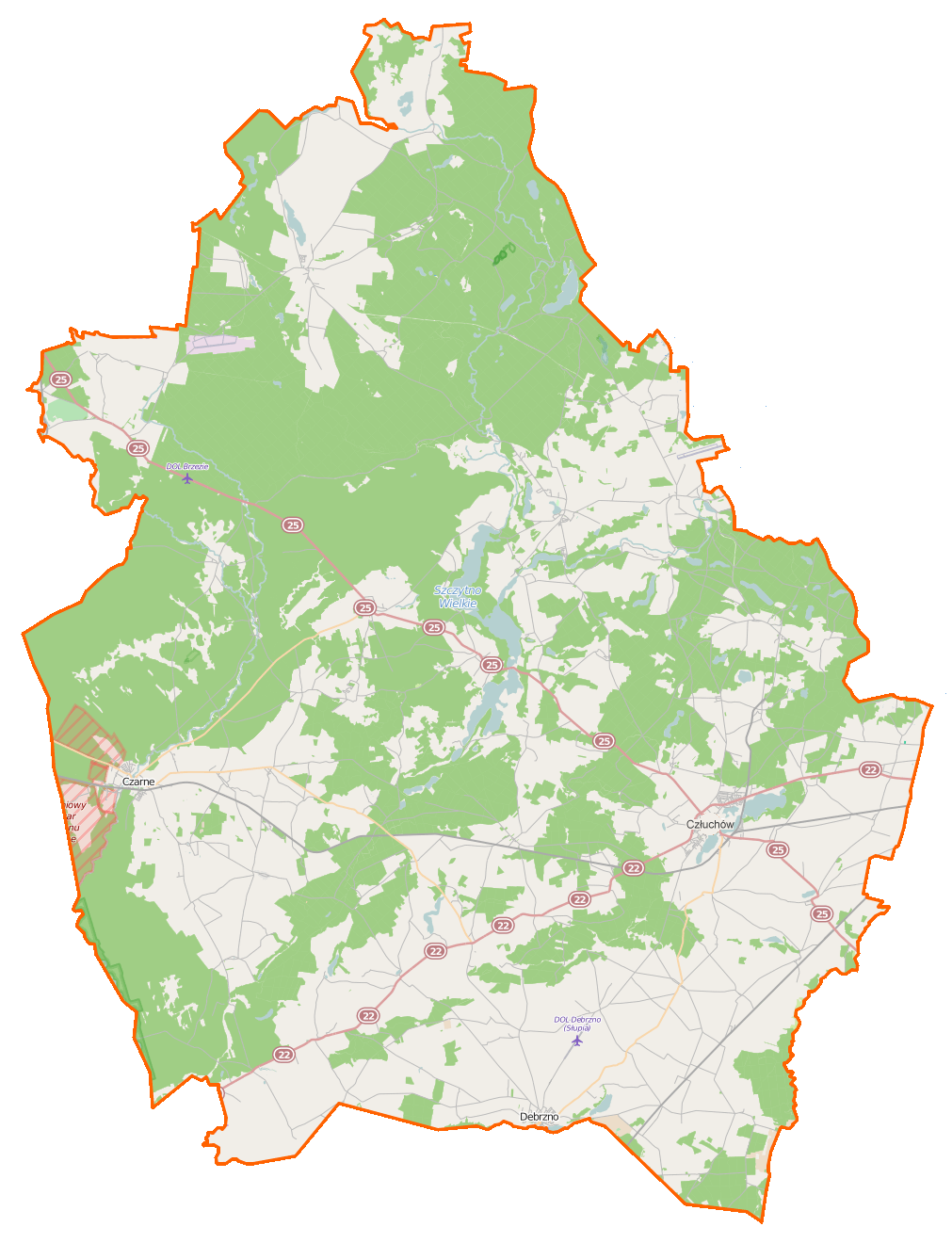
Mapa powiatu

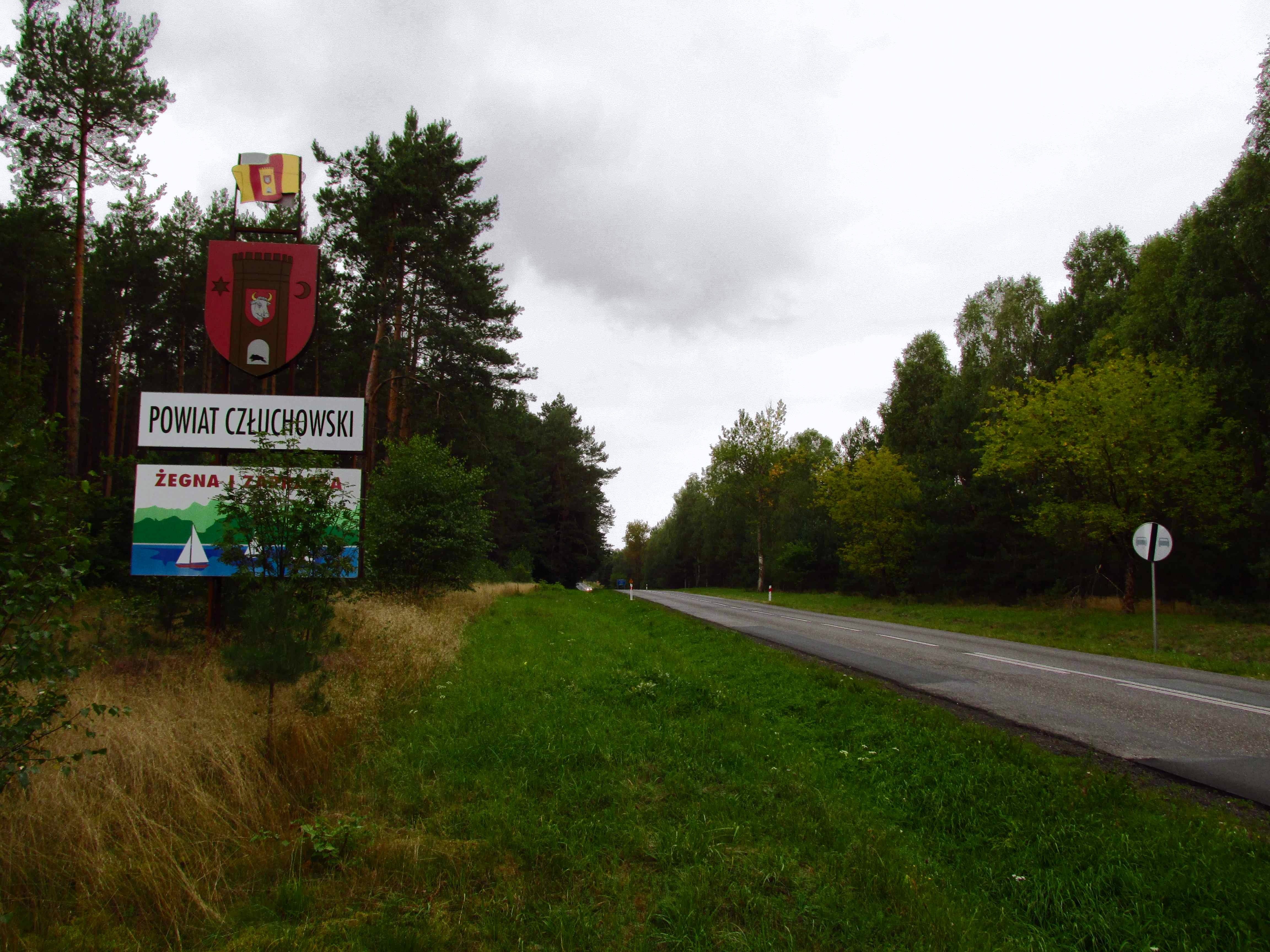
Znak na granicy powiatu człuchowskiego

Powiat człuchowski (kasz. Człëchòwsczi kréz) – powiat w Polsce (województwo pomorskie), utworzony w 1999 roku w ramach reformy administracyjnej. Jego siedzibą jest miasto Człuchów.
Według danych z 31 grudnia 2019 roku powiat zamieszkiwało 56 085 osób. Natomiast według danych z 30 czerwca 2020 roku powiat zamieszkiwały 55 933 osoby.

## Gminy w powiecie
W skład powiatu wchodzą:
- gminy miejskie: Człuchów
- gminy miejsko-wiejskie: Czarne, Debrzno
- gminy wiejskie: Człuchów, Koczała, Przechlewo, Rzeczenica

## Rada Powiatu
| Ugrupowanie                                         | 2002-2006 | 2006-2010 | 2010-2014 | 2014-2018  | 2018-2023  |
| --------------------------------------------------- | --------- | --------- | --------- | ---------- | ---------- |
| Sojusz Lewicy Demokratycznej                        | 5         | 4 (LiD)   | 3         | 3 (SLD LR) | 2 (SLD LR) |
| Społeczne Przymierze Samorządowe                    | 2         | 3         | 2         | 2          | 1          |
| Samorządowe Centrum Gospodarcze Ziemi Człuchowskiej | 4         | -         | -         | -          | -          |
| Koalicja dla Ziemi Człuchowskiej                    | 1         | -         | -         | -          | -          |
| Porozumienie dla Powiatu Człuchowskiego             | 5         | 8         | 10        | 7          | 7          |
| Platforma Obywatelska                               | -         | 2         | 2         | -          | -          |
| Prawo i Sprawiedliwość                              | -         | -         | -         | 5          | 2          |
| Polskie Stronnictwo Ludowe                          | -         | -         | -         | -          | 1          |
| Koalicja Obywatelska                                | -         | -         | -         | -          | 2          |
| Moja Mała Ojczyzna                                  | -         | -         | -         | -          | 2          |

## Przynależność powiatowa
W latach 1945–1999 obszar powiatu człuchowskiego wyjątkowo często zmieniał przynależność administracyjną:
- 1945–1946 podlegał pod Bydgoszcz
- 1946–1950 podlegał pod Szczecin
- 1950–1975 podlegał pod Koszalin
- 1975–1998 podlegał pod Słupsk
- od 1999 podlega pod Gdańsk

## Demografia

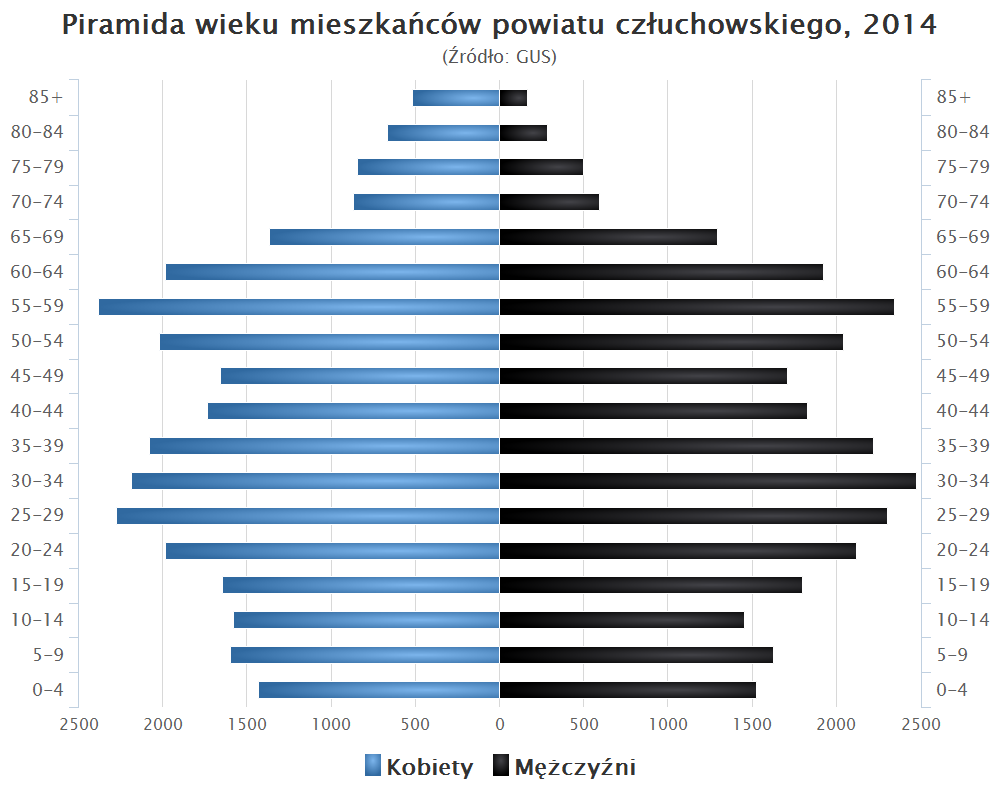
Piramida wieku mieszkańców powiatu człuchowskiego w 2014 roku

Liczba ludności (dane z 30 czerwca 2013):
|        | Ogółem | Ogółem | Kobiety | Kobiety | Mężczyźni | Mężczyźni |
| osób   | %      | osób   | %       | osób    | %         |           |
| ------ | ------ | ------ | ------- | ------- | --------- | --------- |
| Ogółem | 57 274 | 100    | 28 965  | 50,57   | 28 309    | 49,43     |
| Miasto | 25 759 | 44,98  | 13 320  | 23,26   | 12 439    | 21,72     |
| Wieś   | 31 515 | 55,02  | 15 645  | 27,32   | 15 870    | 27,71     |

▶Wieś vs ▶miasto
Ogółem (▶k, ▶m)
Miasto (▶k, ▶m)
Wieś (▶k, ▶m)

### Ludność w latach
|      | \| Lata \| Ludność[11] (stan na 31 grudnia) \| \| ---- \| -------------------------------- \| \| 1999 \| 56 710 \| \| 2000 \| 56 779 \| \| 2001 \| 56 864 \| \| 2002 \| 57 123 \| \| 2003 \| 57 048 \| \| 2004 \| 56 834 \| \| 2005 \| 56 867 \| \| 2006 \| 56 926 \| \| 2007 \| 56 816 \| \| 2008 \| 56 782 \| \| 2009 \| 56 762 \| \| 2010 \| 56 700 \| \| 2011 \| 57 491 \| \| 2012 \| 57 402 \| |
| Lata | Ludność (stan na 31 grudnia) |
| 1999 | 56 710 |
| 2000 | 56 779 |
| 2001 | 56 864 |
| 2002 | 57 123 |
| 2003 | 57 048 |
| 2004 | 56 834 |
| 2005 | 56 867 |
| 2006 | 56 926 |
| 2007 | 56 816 |
| 2008 | 56 782 |
| 2009 | 56 762 |
| 2010 | 56 700 |
| 2011 | 57 491 |
| 2012 | 57 402 |

## Sąsiednie powiaty
- pomorskie: powiat bytowski, powiat chojnicki
- kujawsko-pomorskie: powiat sępoleński
- wielkopolskie: powiat złotowski
- zachodniopomorskie: powiat szczecinecki